# Prudêncio
Aurélio Clemente Prudêncio (em latim: Aurelius Clemens Prudentius), referido comumente apenas como Prudêncio (348–ca. 410), foi um poeta romano cristão nascido na província romana da Hispânia Tarraconense.
É considerado o maior poeta cristão da Antiguidade tardia.

## Vida
Oriundo de uma família cristã nobre, Prudêncio nasceu na província romana da Tarraconense, no norte da atual Espanha. O local de seu nascimento é incerto, podendo ter sido César Augusta (Saragoça), Tarraco (Tarragona), ou Calagurris (Calahorra). Faleceu por volta de 413, possivelmente na Tarraconense. Estudou retórica e foi governador de uma província romana, talvez em sua região natal. Viajou a Roma, chamado pelo Imperador Teodósio I, e tornou-se funcionário imperial. Perto do fim de sua vida (cerca de 392) retirou-se da vida pública e tornou-se ascético, jejuando durante o dia e abstendo-se de consumir comida de origem animal. A partir dessa época escreveu seus poemas cristãos

## Obra
A poesia de Prudêncio está influenciada por autores antigos cristãos como Tertuliano e Ambrósio de Milão, assim como a Bíblia e as atas dos mártires (Acta martyrum). Por outro lado, também utilizou poetas pagãos como Virgílio como modelos. Sua obra Psychomachia foi uma importante fonte de inspiração para a literatura alegórica da Idade Média
As obras de Prudêncio incluem:
- Liber Cathemerinon — ("Livro de Horas") 12 hinos sobre as horas do dia e festivais religiosos.
- Liber Peristephanon — 14 poemas sobre mártires romanos e hispânicos.
- Apotheosis — refutação aos opositores da doutrina da Trindade e da divindade de Jesus.
- Hamartigenia — ("A Origem do Pecado") refutação ao dualismo gnóstico de Marcião e seus seguidores.
- Psychomachia — ("Batalha das Almas") descreve a luta da fé, apoiada pelas virtudes cardinais, contra a idolatria e seus vícios.
- Libri contra Symmachum — ("Livros contra Símaco") refutação ao senador pagão Símaco, que desejava o retorno da estátua da Vitória ao Senado Romano.